# Ipomoea neei
Ipomoea neei là một loài thực vật có hoa trong họ Bìm bìm. Loài này được (Spreng.) O'Donell mô tả khoa học đầu tiên năm 1959.